# بیل ادواردز (بازیکن فوتبال انگلستان)
بیل ادواردز (انگلیسی: Bill Edwards؛ زادهٔ ۱۸۷۴) بازیکن فوتبال اهل بریتانیا است.
از باشگاه‌هایی که در آن بازی کرده‌است می‌توان به باشگاه فوتبال کاونتری سیتی و باشگاه فوتبال بیرمنگام سیتی اشاره کرد.